# نهر نيرانج
نهر نيرانج

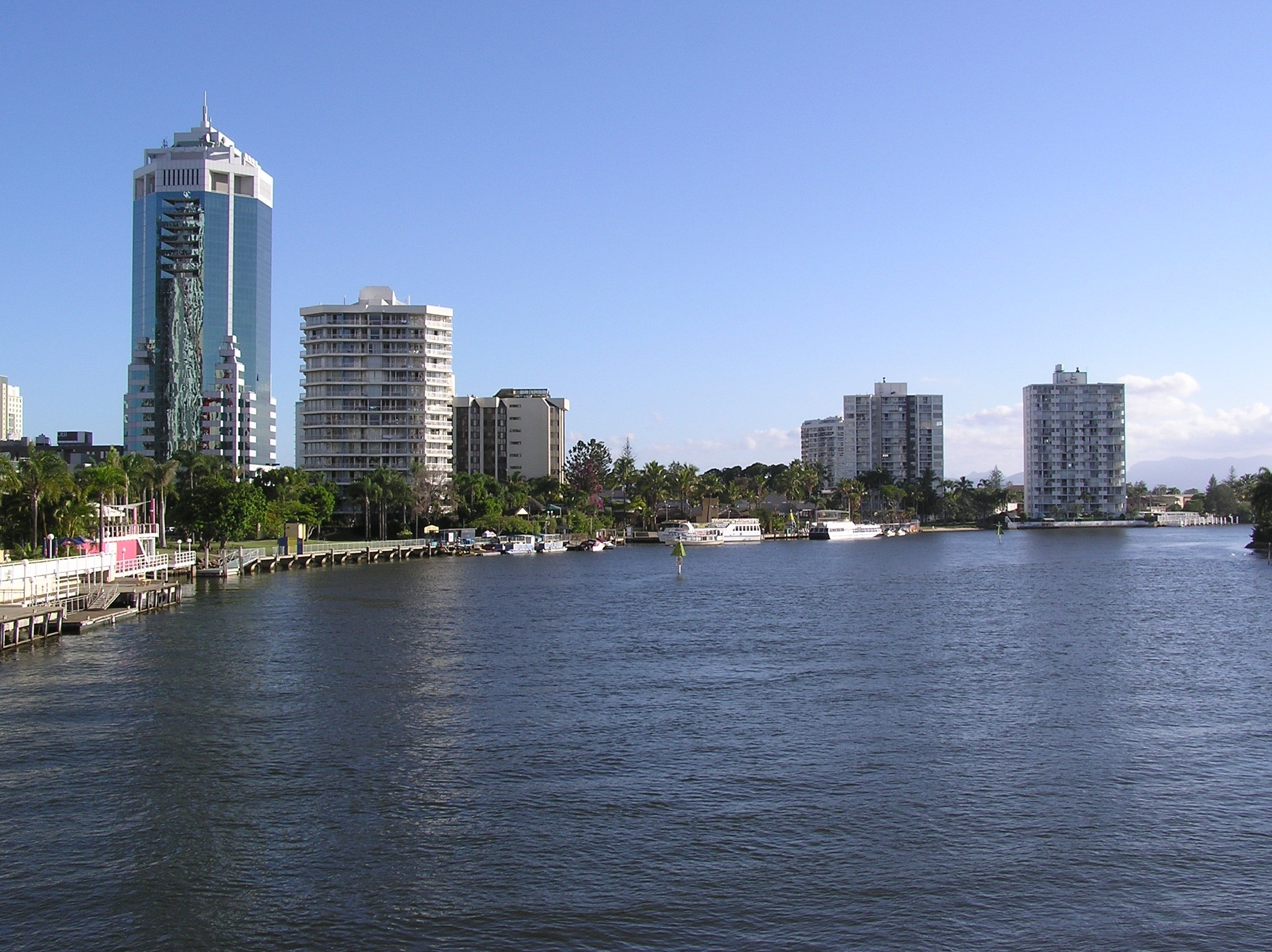
نهر بنيرانج

نهر نيرانج بالإنجليزية (Nerang River): هو نهر يبدأ من نطاق ماكفرسون McPherson داخل المناطق النائية لغولد كوست ويجري عبر غولد كوست في جنوب شرق كوينزلاند، أستراليا, حيث يبدأ من وادي نومينبا Numinbah على حدود نيوساوث ويلز على الحدود الشمالية, ثم يتحرك شرقاً حيث يتدفق عبر نيرانج, يبلغ طول النهر 250 كم ومساحة حوضه 490 كم2, في البداية كان اسم النهر نهر بارو من قبل المساح والمستكشف روبرت ديكسون Robert Dixon عندما رسم خريطة جولد كوست عام 1840, ثم جاء بعد ذلك توماس ميتشل وغير أسماء بعض المناطق إلى أسمائها الأصلية التي يستعملها السكان, ومعنى نهر نيرانج بلغة السكان الأصلييين القرش الصغير.
مترجم من Nerang River